# 趙勝尾花介
趙勝尾花介（学名：Cytherura chaoshengi）为尾花介科尾花介屬下的一个种。